# Yusuf IV
Yusuf IV ibn al-Mawl (Abû al-Hajjâj Yûsuf IV ben al-Mawl ben Mohammed .) (أبو الحجاج يوسف بن المول بن محمد .) fue Sultán de Granada en 1432, tras rebelarse contra el sultán Muhammed IX. Era nieto de Muhammed VI “El rey bermejo” (1360–1362), y Fátima.
Cuando Muhammed IX el Zurdo ejecutó a Muhammed VIII, Yúsuf ibn al-Mawl recibió la proposición de Ridwan Bannigas (Benegas) de hacerse con el sultanato, ya que Ibn al-Mawl era una persona importante en la corte y estaba bien visto por los ciudadanos. Guiado por su ambición, aceptó el ofrecimiento, aprovechando que los infantes Yúsuf ibn Áhmed y Sa'id ibn Alí, que tenían más derecho por ser nietos de Yusuf II, eran de corta edad.
El Zurdo, cuando se enteró, reclutó hombres y los envió a la capital. Ibn al-Mawl acordó que Ridwan Bannigas solicitara apoyo a Juan II, y fue en su busca en mayo de 1431 hacia Córdoba. Los castellanos, que habían preparado un ejército para atacar Granada, recibieron la propuesta de Bannigas de atacar directamente la capital, ofreciendo ayuda de sus partidarios y asegurándole que los granadinos les apoyarían si se presentaban como valedores de Ibn al-Mawl, ya que pretendía ser elegido. Los cristianos aceptaron ya que pensaron que les vendría mejor que los granadinos estuvieran divididos. El 13 de junio salió de Córdoba con un gran ejército hacia Granada, y al día siguiente, se entrevistaron con Ibn al-Mawl, su cuñado Bannigas y otros siete miembros del partido legitimista. Yúsuf se unió a Juan II reiterándole su demanda de protección y su oferta de vasallaje, a cambio de ser Sultán de Granada.
El 1 de julio de 1431 se produce la Batalla de la Higueruela, Juan II no salió contento con el resultado y volvió con todos a Córdoba. Pero cuando se supo en Granada, muchos enemigos de Muhammed IX y del partido abencerraje decidieron apoyar a Yusuf y abandonaron la capital con él.
En septiembre de 1431, Ibn al-Maul, acordó en Ardales los términos del tratado de vasallaje que daba a Juan II, teniendo que ratificarlo cuando sea Sultán. Gran parte del reino se pronunció a favor de Ibn al-Maul mientras conseguía negociar el apoyo de los ciudadanos de Granada.
Con el apoyo del Albayzín, que se rebeló, Muhammed IX no se sintió con fuerzas para dominar la situación y decidió ir a la ciudad de Almería con todas sus riquezas. Al enterarse, Yúsuf envió seiscientos caballeros para ocuparse de los seguidores de Muhammed IX que quedaban en la ciudad.
El día 1 de enero de 1432, el infante Yusuf entró en Granada acompañado de un representante de Juan II, Gómez de Ribera. Allí en presencia de los castellanos, fue nombrado Yusuf IV.
El 27 de enero, en la Alhambra, fue titulado sultán de Granada, Málaga, Almería, Gibraltar, Baza, Guadix y sus respectivos distritos. También se declaró vasallo de Juan II por toda la vida, prometiendo liberar a todos los cristianos prisioneros y no permitir que se obligase a un cristiano a pasarse al islam, a la vez que tenían que pagar anualmente a Castilla veinte mil doblas de oro, y estaban también obligados a defender a Juan II con su caballería; si era necesario incluso tendría que mandar toda la caballería. Pero ese tratado fue visto como humillante en Granada y levantó la protesta de los alfaquíes, que se pronunciaron a favor de Muhammed IX, contribuyendo a la ruina de Yusuf IV.
Cuando Muhammed IX se enteró, organizó a todos sus partidarios, junto a la mayoría de las ciudades y distritos, y se levantaron contra el sultán. Yusuf IV pidió ayuda a los castellanos, y en la vega estuvieron luchando los dos ejércitos, al final huyeron los castellanos y Muhammed IX capturó a Yusuf IV que fue ejecutado. No se sabe con exactitud lo que sucedió después; por un lado se dice que murió degollado, y por otro, que huyó oportunamente de Granada, refugiándose en tierras de Castilla y no se volvió a hablar de él.

## Descendientes
- Yusuf IV, sultán de Granada (abt.1370-Apr 1432)[2] ⚭ Fátima[3][4]
  - Ibn Selim Abrahem al-Nayyar (Aben Celin), Wali de Almería (?-aft.1474)[5] ⚭ 1441 (Fátima / Aisa?), hija del sultán Ismail Cirila[6]
    - Sidi Yahya Abu Zakariyya al-Nayyar (Cid Hiaya, después Pedro de Granada) (Taha de Marchena c. 1442-6 de febrero de 1506)[7] ⚭ 26 Jun 1460[7] Cetti Meriem (después María) Venegas, hija de Pedro (después Ridwan) Venegas o Ridwan Bannigas (Benegas) (hijo de Pedro Venegas, II señor de Luque, y de su esposa María Fernández de Córdoba o María García Carrillo de Córdoba) y de su esposa Cetti Meriem al-Mawl al-Nayyara, hermana de Yúsuf IV
      - Ali Omar ibn Nazar (después Alonso de Granada Venegas) (abt. 1467-1534)[8] ⚭ (1.er) Juana de Mendoza ⚭ (2.º) María de Quesada
        - Pedro de Granada Venegas y Mendoza, I señor de Campotéjar (Granada 13 Apr 1502-Granada 26 Oct 1565), ⚭ (1.er) María Rengifo de Ávila hija de Gil Vázquez Rengifo ⚭ (2.º) María de Mendoza, señora de La Frontera, antepasado del marquesado de Campotéjar
        - Francisco de Granada Venegas, capitán de caballería[9]
        - Egas de Granada Venegas, caballero de Santiago[9]
        - Felipe de Granada Venegas, hermano de la orden de Santo Domingo[9]
        - María de Granada Venegas, religiosa[9]
        - Ana de Granada Venegas, religiosa[9]
        - Isabel de Granada Venegas, dama de honor de la emperatriz[9]
        - Diego de Granada Venegas (de la 2.ª esposa), capitán de infantería[9]
        - García de Granada Venegas ⚭ Guiomar de Alarcón[9]
        - Gabriel de Granada Venegas, soldado
        - Luis de Granada Venegas, soldado
        - Leonor de Granada Venegas ⚭ Luis de Maza y Maza (?-1608),[10] antepasada del marquesado de Casablanca

      - Isabel de Granada Venegas
      - Brianda de Granada Venegas ⚭ Alonso Belvís de Baho, descendientes izquierdos

    - Nasr (después Fernando de Granada)
    - Equivila ⚭ Abu Abdallah Muhammad XIII «El Zagal» (abt. 1440-abt.1494)

  - Ahmed Abenhami, señor de la taha de Luchar[11]
  - Equivila al-Nayyara ⚭ Ali Abu Muhammad Aliaudili[11]

| Predecesor: Muhámmed IX | Sultán de Granada 1432 | Sucesor: Muhámmed IX |